# Академическая гребля на летних Олимпийских играх 2012 — четвёрки, лёгкий вес (мужчины)
Соревнования среди легковесных четвёрок по академической гребле среди мужчин на летних Олимпийских играх 2012 прошли c 28 июля по 2 августа на гребном канале Дорни. Приняло участие 13 экипажей.
Олимпийскими чемпионами стали южноафриканцы.

## Призёры
| Золото                                                            | Серебро                                                                     | Бронза                                                                   |
| ЮАР · Джеймс Томпсон · Мэттью Бриттэйн · Джон Смит · Сизве Ндлову | Великобритания · Питер Чемберс · Роб Уильямс · Ричард Чемберс · Крис Бартли | Дания · Каспер Винтер · Мортен Йоргенсен · Якоб Барсое · Эскильд Эббесен |

## Соревнование

### Предварительный этап
Первые три экипажа из каждого заезда напрямую проходят в полуфинал соревнований. Все остальные попадают в утешительный заезд, где будут разыграны ещё три места в полуфиналах.

#### Заезд 1
| Место | Спортсмены                                                                    | Время   |
| ----- | ----------------------------------------------------------------------------- | ------- |
| 1     | Швейцария · Симон Шюрх · Лукас Трамер · Симон Нипманн · Марио Гир             | 5:53,56 |
| 2     | ЮАР · Джеймс Томпсон · Мэттью Бриттэйн · Джон Смит · Сизве Ндлову             | 5:54,62 |
| 3     | Дания · Каспер Винтер · Мортен Йёргенсен · Якоб Барсо · Эскильд Эббесен       | 5:55,64 |
| 4     | Италия · Даниеле Данезин · Андреа Каяньелло · Марчело Мьяни · Мартино Горетти | 5:56,71 |
| 5     | США · Энтони Фэхден · Уильям Ньюэлл · Николас ла Кава · Робин Прендес         | 6:02,42 |

#### Заезд 2
| Место | Спортсмены                                                                     | Время   |
| ----- | ------------------------------------------------------------------------------ | ------- |
| 1     | Великобритания · Питер Чемберс · Роб Уильямс · Ричард Чемберс · Крис Бартли    | 5:49,29 |
| 2     | Австралия · Энтони Эдвардс · Сэмюэль Бельц · Бенджамин Кьюртон · Тодд Скипворт | 5:51,18 |
| 3     | Германия · Бастиан Зайбт · Ларс Вихерт · Йохен Кюнер · Мартин Кюнер            | 5:52,05 |
| 4     | Чехия · Ян Ветешник · Ондржей Ветешник · Иржи Копач · Мирослав Враштил         | 5:52,69 |

#### Заезд 3
| Место | Спортсмены                                                               | Время   |
| ----- | ------------------------------------------------------------------------ | ------- |
| 1     | Франция · Николя Муттон · Франк Сольфороси · Томас Барух · Фабрис Морью  | 5:50,79 |
| 2     | Нидерланды · Роланд Ливенс · Тимоти Хейбрук · Винсент Муда · Тихо Муда   | 5:52,47 |
| 3     | Китай · Юй Чэнган · Хуан Чжэ · Чжан Гуолинь · Ван Тексинь                | 5:52,58 |
| 4     | Польша · Лукаш Павловски · Лукаш Семён · Милош Бернатайтис · Павел Ранда | 5:53,52 |

### Утешительный заезд
Три лучших экипажа выходят в полуфинал.
| Место | Спортсмены                                                                    | Время   |
| ----- | ----------------------------------------------------------------------------- | ------- |
| 1     | США · Энтони Фэхден · Уильям Ньюэлл · Николас ла Кава · Робин Прендес         | 6:00,86 |
| 2     | Италия · Даниеле Данезин · Андреа Каяньелло · Марчело Мьяни · Мартино Горетти | 6:01,66 |
| 3     | Чехия · Ян Ветешник · Ондржей Ветешник · Иржи Копач · Мирослав Враштил        | 6:02,23 |
| 4     | Польша · Лукаш Павловски · Лукаш Семён · Милош Бернатайтис · Павел Ранда      | 6:04,46 |

### Полуфиналы
Первые три экипажа из каждого заезда проходят в финал A. Остальные будут распределять места с 7 по 12 в финале B.

#### Заезд 1
| Место | Спортсмены                                                                  | Время   |
| ----- | --------------------------------------------------------------------------- | ------- |
| 1     | Великобритания · Питер Чемберс · Роб Уильямс · Ричард Чемберс · Крис Бартли | 5:59,68 |
| 2     | Швейцария · Симон Шюрх · Лукас Трамер · Симон Нипманн · Марио Гир           | 6:00,97 |
| 3     | Нидерланды · Роланд Ливенс · Тимоти Хейбрук · Винсент Муда · Тихо Муда      | 6:01,37 |
| 4     | Германия · Бастиан Зайбт · Ларс Вихерт · Йохен Кюнер · Мартин Кюнер         | 6:02,10 |
| 5     | США · Энтони Фэхден · Уильям Ньюэлл · Николас ла Кава · Робин Прендес       | 6:05,06 |
| 6     | Чехия · Ян Ветешник · Ондржей Ветешник · Иржи Копач · Мирослав Враштил      | 6:06,85 |

#### Заезд 2
| Место | Спортсмены                                                                     | Время   |
| ----- | ------------------------------------------------------------------------------ | ------- |
| 1     | Дания · Каспер Винтер · Мортен Йёргенсен · Якоб Барсо · Эскильд Эббесен        | 6:03,53 |
| 2     | ЮАР · Джеймс Томпсон · Мэттью Бриттэйн · Джон Смит · Сизве Ндлову              | 6:04,21 |
| 3     | Австралия · Энтони Эдвардс · Сэмюэль Бельц · Бенджамин Кьюртон · Тодд Скипворт | 6:05,31 |
| 4     | Франция · Николя Муттон · Франк Сольфороси · Томас Барух · Фабрис Морью        | 6:06,90 |
| 5     | Италия · Даниеле Данезин · Андреа Каяньелло · Марчело Мьяни · Мартино Горетти  | 6:08,44 |
| 6     | Китай · Юй Чэнган · Хуан Чжэ · Чжан Гуолинь · Ван Тексинь                      | 6:08,47 |

### Финалы

#### Финал B
| Место | Спортсмены                                                                    | Время   |
| ----- | ----------------------------------------------------------------------------- | ------- |
| 1     | Франция · Николя Муттон · Франк Сольфороси · Томас Барух · Фабрис Морью       | 6:08,37 |
| 2     | США · Энтони Фэхден · Уильям Ньюэлл · Николас ла Кава · Робин Прендес         | 6:09,23 |
| 3     | Германия · Бастиан Зайбт · Ларс Вихерт · Йохен Кюнер · Мартин Кюнер           | 6:10,07 |
| 4     | Китай · Юй Чэнган · Хуан Чжэ · Чжан Гуолинь · Ван Тексинь                     | 6:11,33 |
| 5     | Чехия · Ян Ветешник · Ондржей Ветешник · Иржи Копач · Мирослав Враштил        | 6:11,49 |
| 6     | Италия · Даниеле Данезин · Андреа Каяньелло · Марчело Мьяни · Мартино Горетти | 6:14,63 |

#### Финал A
| Место | Спортсмены                                                                     | Время   |
| ----- | ------------------------------------------------------------------------------ | ------- |
| 1     | ЮАР · Джеймс Томпсон · Мэттью Бриттэйн · Джон Смит · Сизве Ндлову              | 6:02,84 |
| 2     | Великобритания · Питер Чемберс · Роб Уильямс · Ричард Чемберс · Крис Бартли    | 6:03,09 |
| 3     | Дания · Каспер Винтер · Мортен Йёргенсен · Якоб Барсо · Эскильд Эббесен        | 6:03,16 |
| 4     | Австралия · Энтони Эдвардс · Сэмюэль Бельц · Бенджамин Кьюртон · Тодд Скипворт | 6:04,05 |
| 5     | Швейцария · Симон Шюрх · Лукас Трамер · Симон Нипманн · Марио Гир              | 6:09,30 |
| 6     | Нидерланды · Роланд Ливенс · Тимоти Хейбрук · Винсент Муда · Тихо Муда         | 6:11,39 |